# 구림초등학교 (전남)
구림초등학교는 대한민국 전라남도 영암군에 있는 공립 초등학교이다.

## 학교 연혁
- 1907년 4월 1일 - 구림사립보통학교 설립인가
- 1917년 4월 20일 - 구림공립보통학교 개교(4년제, 서구림리)
- 1923년 4월 1일 - 6년제 인가
- 1938년 4월 1일 - 구림공립심상소학교로 개칭
- 1941년 4월 1일 - 구림공립국민학교로 개칭
- 1949년 12월 31일 - 구림국민학교로 개칭
- 1960년 4월 2일 - 동구림리 93-1로 이전
- 1981년 3월 5일 - 병설유치원 개원
- 1993년 3월 1일 - 군서중앙분교장 편입
- 1996년 3월 1일 - 구림초등학교로 개칭
- 1998년 3월 1일 - 군서중앙분교장 통폐합
- 1999년 9월 1일 - 군서남초등학교, 군서북초등학교 통폐합
- 2014년 9월 1일 - 제35대 김형국 교장 부임
- 2015년 2월 17일 - 제97회 졸업(졸업생 6,529명)

## 학교 상징
- 교목(校木) - 소나무
- 교화(敎化) - 동백꽃
- 교색(驕色) - 초록

## 참고 자료
- 구림초등학교 - 한국교육학술정보원 학교알리미